# Postroute Stockholm–Turku

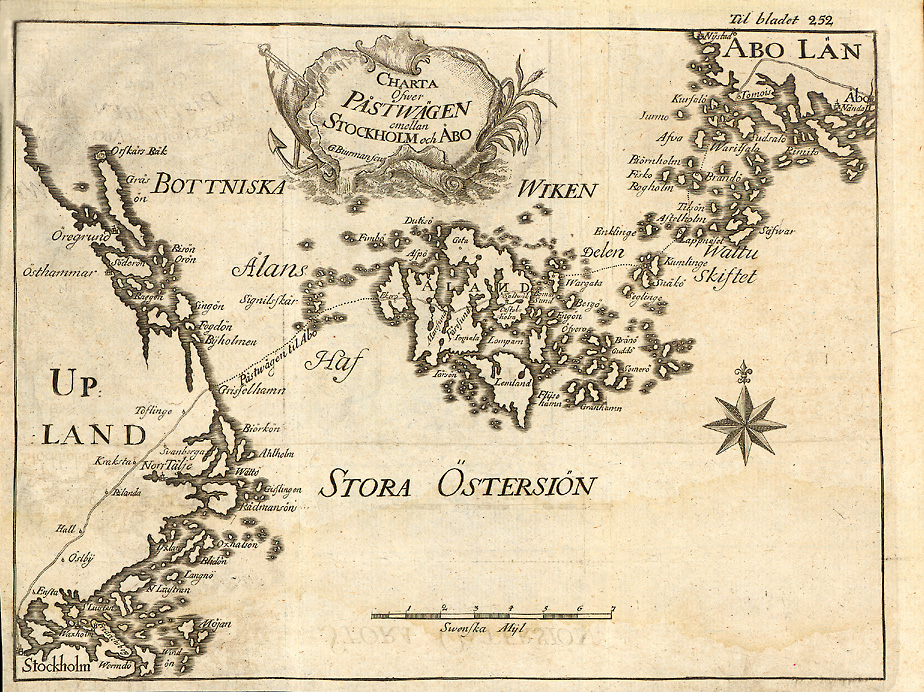
Kaart van de postroute uit 1749

De postroute tussen Stockholm en Turku, en later ook verder naar het oosten tot aan Sint-Petersburg, is een historische route die in de 17e eeuw ontstond toen er een noodzaak ontstond voor een snelle postdienst in het Zweedse koninkrijk, dat destijds ook het huidige Finland en een klein deel van het huidige Rusland (Karelië) omvatte.

## Geschiedenis
De postroute werd in 1638 officieel ingesteld onder koningin Christina op initiatief van rijkskanselier Axel Oxenstierna. De route volgde in grote lijnen een al informeel bestaande postroute, die ook als pelgrimsroute in gebruik was. Vanaf de officiële oprichting werden er Ålandse boeren speciaal aangesteld om het vervoer van post langs deze hele route te verzorgen, inclusief schepen, paarden, onderdak en voedsel voor deze 'postbodes'. In elk deeltraject werden er zoveel mensen aangesteld als daar nodig waren.

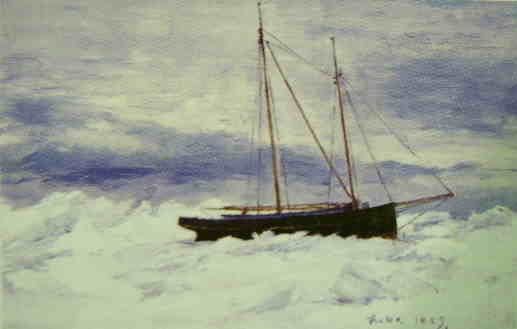
Olieverfschilderij van een postboot die vast zit in pakijs (J.A.G. Acke 1889)

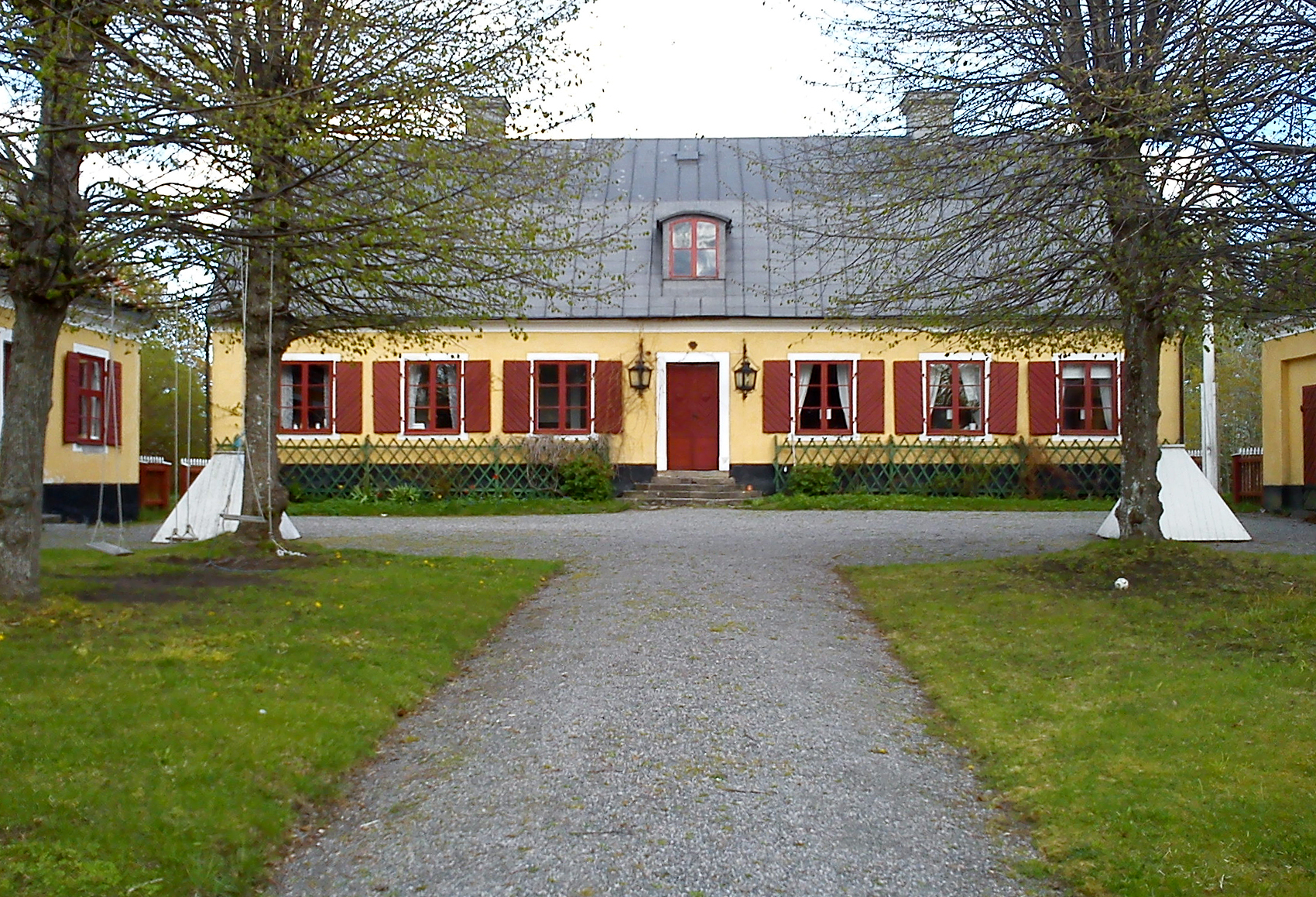
Het postkantoor in nieuw-Grisslehamn, gebouwd in 1756, nadat het oude Grisslehamn inclusief het postkantoor door brand verwoest was.

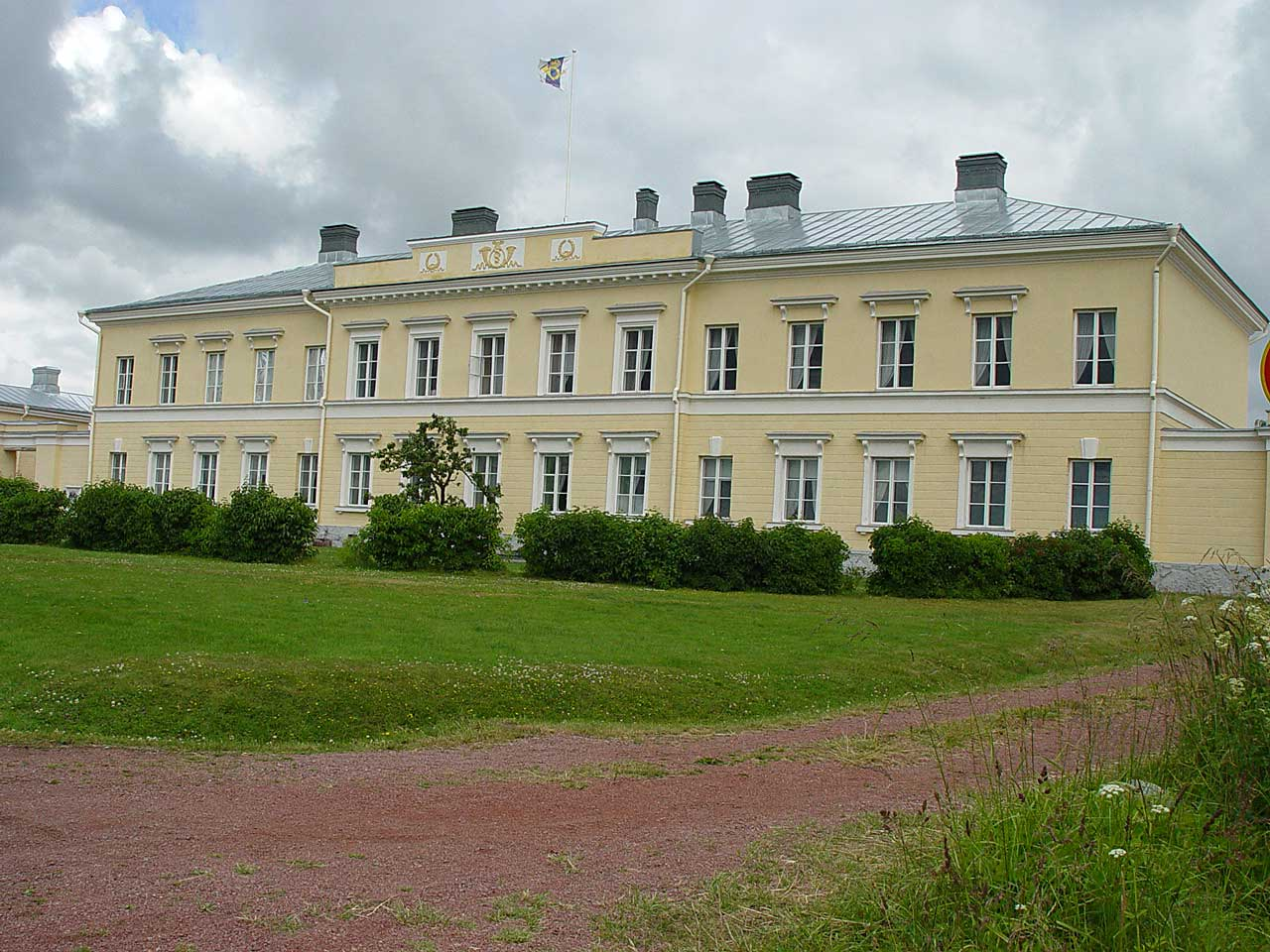
Het voormalige post- en douanegebouw van Eckerö, gebouwd in 1828 door de Russische overheersers.

De route liep over land van Stockholm naar Grisslehamn. Van daaraf ging het vervoer in een soort estafettevorm per speciale postboot over de Ålandzee via het eilandje Signilskär naar Eckerö in Åland. Die postboten waren kleine, 6-8 meter lange open boten die aanvankelijk geroeid werden maar later ook met zeilen werden uitgerust. Met name het transport over zee was riskant, vooral tijdens de winter, omdat de scheepjes nogal eens door stormen uit de koers werden geslagen of in pakijs vast kwamen te zitten. Soms moesten de bootjes kilometers ver over het ijs worden getrokken voordat ze weer verder konden varen. Als de zee helemaal dichtgevroren was, was het ook wel mogelijk om de oversteek met paard en slee te maken. Door de vele gevaren langs deze route werden de mensen die op deze boten voeren als helden beschouwd, en het percentage weduwen langs deze route was erg hoog.
Vanaf het plaatsje Storby op Eckerö werd de post over het hoofdeiland van Åland vervoerd via het slot Kastelholm naar de uiterste oostpunt van Vårdö. Van daar af namen mensen met postboten de taak weer over; naar Kumlinge en van daar af via Brändö en Kustavi naar het Finse vasteland. Van daaraf was er transport over de weg mogelijk naar Turku en verder naar het oosten.
In 1754 brandde het hele dorp Grisslehamn af. Het dorp werd ongeveer 20 km noordelijker herbouwd, met name omdat van daaraf de oversteek naar Åland wat korter was.

## De postroute heden ten dage

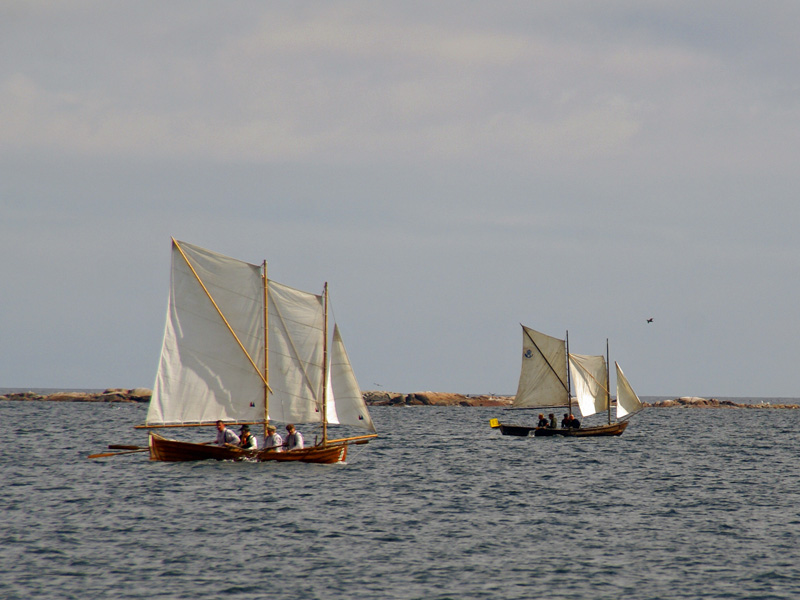
Gereconstrueerde historische postboten

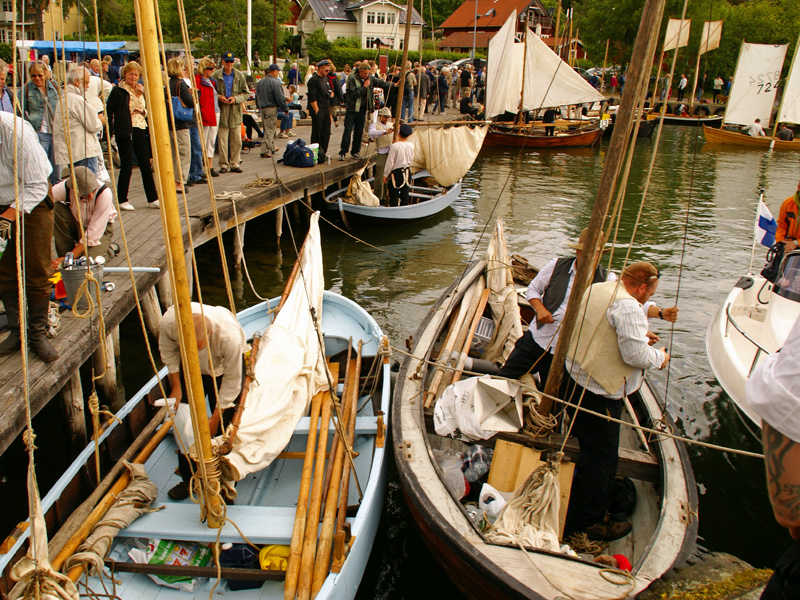
Postboten voor de start in Grisslehamn

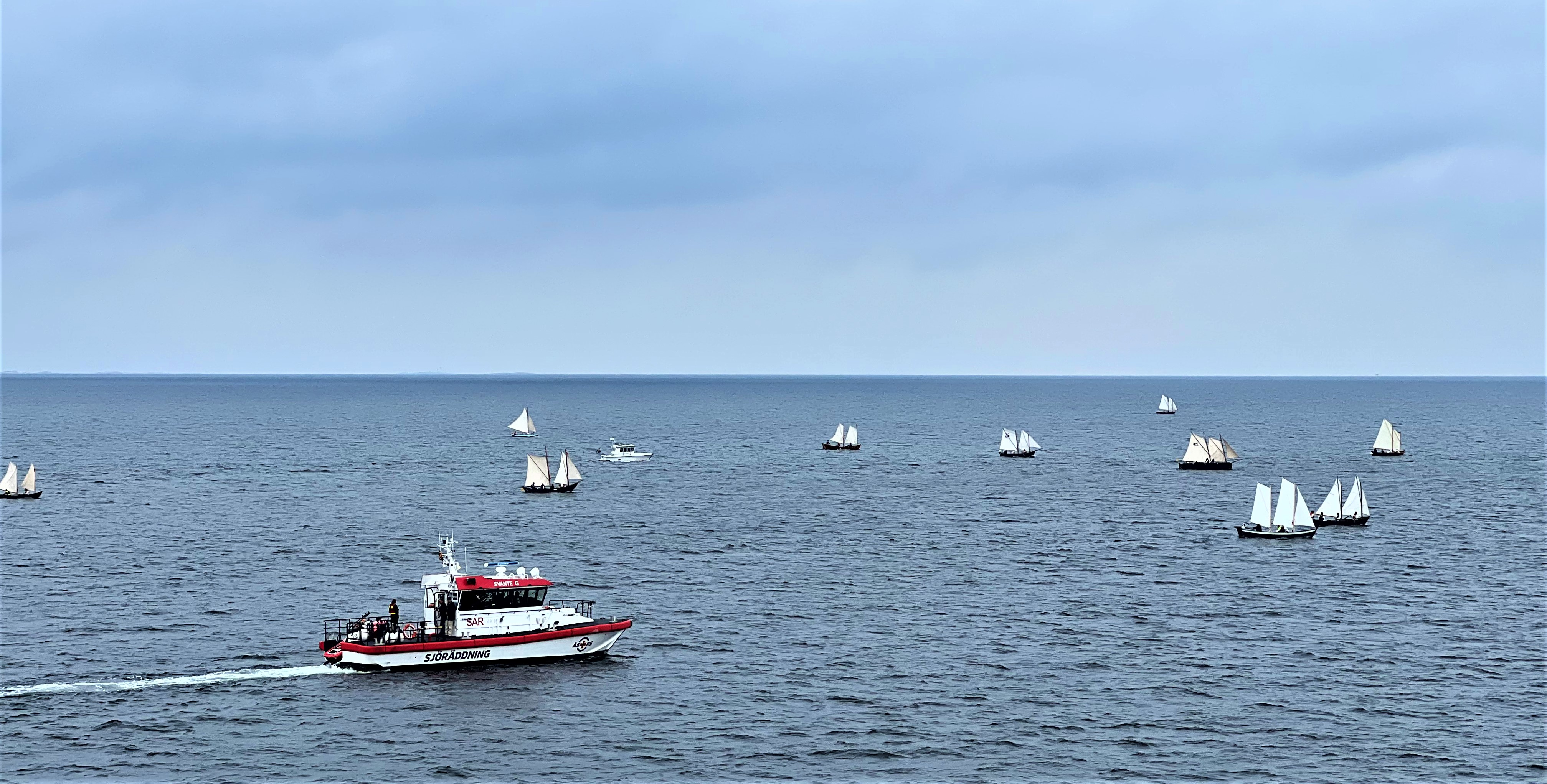
De postrodden in 2022.

In de loop van de 19e eeuw verloor de postroute geleidelijk aan belang, doordat er stoomschepen kwamen die de post in één keer over de Oostzee konden vervoeren. De eerste stoomboot die speciaal voor dit doel was aangeschaft, was de 'Postiljonen'. Aanvankelijk was dat nog niet zo'n succes, want als een stoomboot vast kwam te zitten in het ijs dan was hij te zwaar om over het ijs getild te worden, en dan werden alsnog de oude postbootjes ingezet. In de strenge winter van 1910-1911 voer uiteindelijk de laatste postboot.
De laatste tijd komt de oude postroute steeds meer in de belangstelling van het toerisme, en neemt ook het historisch besef toe. Langs het oorspronkelijke traject over het vasteland van Åland loopt een bewegwijzerde fietsroute: er zijn op vele punten nog markeringen van deze route in het landschap te zien.
Sinds 1974 worden er jaarlijks in juni postroeiregatta's georganiseerd in gereconstrueerde postboten tussen Eckerö en Grisslehamn, het ene jaar in oostelijke richting en het eropvolgende jaar in westelijke richting. Daarbij moeten alle teams een zak met echte post vervoeren. Meestal nemen zo'n 40 teams van vier personen deel aan de regatta. Het record staat op 3 uur en 18 minuten (2005). Het zijn overigens geen echte wedstrijden; het belangrijkste is het sociale gebeuren, het herdenken, het toeristische aspect en uiteraard het veilig overbrengen van de postzakken.

### Musea
- Naast het voormalige post- en douanegebouw in Storby bevindt zich een piepklein museum dat aan de postroute gewijd is.
- Ook het scheepvaartmuseum in het Zweedse Älmsta besteedt speciale aandacht aan de postroute.

## Andere postroutes
In dezelfde tijd hebben er over andere zeestraten vergelijkbare postroutes gelopen. voorbeelden daarvan zijn:
- Enkele honderden kilometers noordelijker loopt ook een historische postroute, tussen de Zweedse Holmöarna en het Finse Svedjehamn op het eiland Björkö (gemeente Korsholm), 36 zeemijlen (ca. 60 km) over de zeestraat Kvarken.[5] Ook hier worden jaarlijks in juni, op de eerste zaterdag na midzomer, postregatta's gehouden.
- Sinds 1982 worden tussen tussen Klintehamn op Gotland en Böda op Öland postbootregatta's gehouden.
- Sinds 2003 worden tussen Åland en Turku postbootregatta's gehouden.